# Park Chang-sun
Park Chang-sun (2 de fevereiro de 1954) é um ex-futebolista profissional e treinador coreano, que atuava como meia-atacante.

## Carreira
Park Chang-sun fez parte do elenco da Seleção Coreana de Futebol da Copa do Mundo de 1986, sendo o capitão da equipe. 